# Gustav Archibald von Zedlitz-Leipe
Gustav Sigismund Ferdinand Archibald Freiherr von Zedlitz-Leipe (* 18. Januar 1824 in Breslau; † 2. Dezember 1914 auf Gut Käntchen) war ein preußischer Gutsbesitzer und Politiker.

## Leben

### Herkunft
Gustav entstammt dem schlesischen Adelsgeschlecht der Zedlitz. Er war ein Sohn des Gutsbesitzers August Freiherr von Zedlitz-Leipe (1789–1873) und dessen Ehefrau Jenny, geborene Gräfin von Roedern (1798–1879). Sein jüngerer Bruder Adolf (1826–1906) wurde preußischer Generalleutnant, Hans (1833–1889) preußischer Landrat des Kreises Schweidnitz.

### Karriere
Gustav von Zedlitz war Eigentümer der Güter Käntchen und Zülzendorf, Landesältester der Schweidnitz-Jauerschen Landschaft, Rechtsritter des Johanniterordens und Probst des Zedlitz-Leipeschen adligen Fräuleinstiftes in Kupsdorf.
Von 1877 bis zu seinem Tode 1914 war er auf Präsentation des Alten und befestigten Grundbesitzes der Fürstentümer Schweidnitz und Jauer Mitglied des Preußischen Herrenhauses.

### Familie
Zedlitz heiratete in erster Ehe am 20. Mai 1856 Johanna Gräfin zur Lippe-Weissenfeld aus dem Haus See (* 6. Dezember 1828; † 2. April 1862), eine Schwester des preußischen Justizministers Leopold zur Lippe-Biesterfeld-Weißenfeld. Das Paar hatte zwei Töchter und einen Sohn hatte: 
- Auguste Johanne Helene (* 1857)
- Dietz Sigismund Gustav (1859–1946), Landrat des Kreises Schweidnitz
- Elise Johanne Charlotte (* 1860)

In zweiter Ehe heiratete er 31. Oktober 1864 Agnes von Seydlitz-Ludwigsdorf-Habersdorf (* 1832). Aus der Ehe ging die Tochter Anna Jenny Marie Agnes (* 1865) hervor.